# Tomoru Honda
Tomoru Honda (en japonés: 本多灯, Honda Tomoru; Yokohama, 31 de diciembre de 2001) es un deportista japonés que compite en natación, especialista en el estilo mariposa.
Participó en los Juegos Olímpicos de Tokio 2020, obteniendo una medalla de plata en la prueba de 200 m mariposa. Ganó tres medallass en el Campeonato Mundial de Natación entre los años 2022 y 2024.

## Palmarés internacional
| Juegos Olímpicos   | Juegos Olímpicos   | Juegos Olímpicos  | Juegos Olímpicos |
| Año                | Lugar              | Medalla           | Prueba           |
| ------------------ | ------------------ | ----------------- | ---------------- |
| 2020               | Tokio (Japón)      | Medalla de plata  | 200 m mariposa   |
| Campeonato Mundial |                    |                   |                  |
| Año                | Lugar              | Medalla           | Prueba           |
| 2022               | Budapest (Hungría) | Medalla de bronce | 200 m mariposa   |
| 2023               | Fukuoka (Japón)    | Medalla de bronce | 200 m mariposa   |
| 2024               | Doha (Catar)       | Medalla de oro    | 200 m mariposa   |